# Плысюк, Николай Ефимович
Николай Ефимович Плысюк (1913—1971) — полковник Советской Армии, участник Великой Отечественной войн, Герой Советского Союза (1945).

## Биография
Николай Плысюк родился 21 декабря 1913 года в селе Степанцы (ныне — Каневский район Черкасской области Украины). После окончания семи классов школы и педтехникума работал учителем. В 1936 году Плысюк был призван на службу в Рабоче-крестьянскую Красную Армию. В 1938 году он окончил курсы младших лейтенантов. С июля 1941 года — на фронтах Великой Отечественной войны.
К январю 1945 года гвардии подполковник Николай Плысюк командовал 322-м гвардейским истребительно-противотанковым артиллерийским полком 8-й отдельной гвардейской истребительно-противотанковой артиллерийской бригады 1-го Украинского фронта. Отличился во время освобождения Польши. В конце января 1945 года полк Плысюка переправился через Одер на плацдарм на его западном берегу в районе Оппельна (ныне — Ополе) и своим огнём успешно поддерживал действия стрелковых частей по прорыву обороны противника, нанеся ему большие потери.
Указом Президиума Верховного Совета СССР от 10 апреля 1945 года за «мужество, отвагу и героизм, проявленные в борьбе с немецкими захватчиками» гвардии подполковник Николай Плысюк был удостоен высокого звания Героя Советского Союза с вручением ордена Ленина и медали «Золотая Звезда» за номером 6566.
После окончания войны Плысюк продолжил службу в Советской Армии. Участник Парада Победы. В 1950 году он окончил Высшую офицерскую артиллерийскую школу. В 1967 году в звании полковника Плысюк был уволен в запас. Проживал и работал в Курске. Скончался 19 мая 1971 года, похоронен на Никитском кладбище Курска.
Был награждён двумя орденами Ленина, двумя орденами Красного Знамени, орденами Суворова 3-й степени и Отечественной войны 1-й степени, двумя орденами Красной Звезды и рядом медалей.
В честь Плысюка названа улица в Курске.